# Съюз на демократичната левица
Съюзът на демократичната левица (на полски: Sojusz Lewicy Demokratycznej) е лявоцентристка социалдемократически политическа партия в Полша.
Основана е през 1999 година на основата на коалиция със същото име, основен участник в която е партията Социалдемокрация на Република Полша, наследник на комунистическата Полска обединена работническа партия. През 2001 година партията е първа на парламентарните избори и нейният лидер Лешек Милер оглавява правителство в коалиция с Полската народна партия. Тежко засегнат от корупционни скандали, Съюзът на демократичната левица губи изборите през 2005 година, след които играе второстепенна роля в политическия живот. На изборите през 2011 година получава 8,24% от гласовете и 27 места в Сейма, а през 2015 година остава извън парламента.